# Preobrajenka, Iuriivka
Preobrajenka (în ucraineană Преображенка) este localitatea de reședință a comunei Preobrajenka din raionul Iuriivka, regiunea Dnipropetrovsk, Ucraina.

## Demografie
Componența lingvistică a localității Preobrajenka
     Ucraineană (95,32%)
     Rusă (3,68%)
Conform recensământului din 2001, majoritatea populației localității Preobrajenka era vorbitoare de ucraineană (95,32%), existând în minoritate și vorbitori de rusă (3,68%).